# Phaestacoenitus demeyerei
Phaestacoenitus demeyerei är en stekelart som beskrevs av Smits van Burgst 1913. Phaestacoenitus demeyerei ingår i släktet Phaestacoenitus och familjen brokparasitsteklar. Inga underarter finns listade i Catalogue of Life.